# 잇키
잇키(일본어: 一揆, いっき)는 일본에서 일미동심(一味同心, いちみどうしん 이치미도우신[*])이라고 하는 일체화된 연대정신을 공유하는 사람들로 구성된 집단과 그 집단의 무장봉기를 말한다. 또한, 공동 목적의 달성을 위해 개별적 존재로서의 사회적 관계를 지양하고, 일체화를 위한 계약·맹세를 통해 공동체로서 움직인다. 이 공동체는 지역적·계층적·계급적으로 결성되며, 현실이나 일상에서 통상적인 수단으로는 해결할 수 없는 문제를 해결하기 위해 결성된 초현실적·비일상적 조직이다. 잇키는 특정한 역사적 상황이 아니고서는 항상적인 조직체였던 것은 아니며, 현대적인 의미로는 조직체보다는 운동 내지 운동체에 가까운 성격을 가지고 있다.

## 잇키의 어원과 용법
원래 "잇키"란 중국의 말로, 《맹자(孟子)》〈이루(離婁)〉下편의 “先聖後聖 其揆一也”라는 구절에서 유래한 말이다. 잇키라는 말의 사용방법은 혼조 에이지로(本庄栄次郎)의 〈잇키의 관념(一揆の観念)〉, 미키 오사무(三木　靖)의〈『잇키』사용법의 변천(『一揆』の使用法の変遷)〉이라는 논문에서 찾아볼 수 있다. 이들의 연구에 의하면 잇키는 《맹자 (책)》의 구절에서 본 것처럼 “一レ揆”(揆一)라는 말에서 나온 것이라고 한다. 揆는 처음에 度라고 하여 계량한다는 의미를 담고 있었으며, 計나 量이라는 글자와 함께 물건을 계측하는 데에서 출발했다. 이러한 의미가 거리(道程, みちのり)라든가 길(道)을 의미하는 말이 되고, 결국 추상적으로 변하여 가르침(教え)이나 방법 · 행위 등을 의미하게 되었다. 잇키와 같은 의미를 가진 용어로는 “일지(一致, いっち 잇치[*])” · “일미(一味, いちみ 이치미[*])” · “미방(味方, みかた 미카타[*])” · “요도(与同, よどう)” · “요리키(与力, よりき)” · “도신(同心, どうしん)” · “이치도(一同, いちどう)” 등이 있다.
또, 잇키는 “一揆한다”와 같은 동사적 용법으로 사용되어, 어떤 하나의 중심(사람 또는 행위)을 향해 의식이나 행동을 일치(一致) 또는 결집시키는 것을 의미한다. 그러나 14세기에 이를 때까지 잇키는 “조직과 행동을 일체화한 것”이라는 의미로 사용되었다는 것은 확인하기 어렵다. 14세기에 들어서면서 고쿠진(国人)에 의해서 잇키가 성행하면서 본격적으로 이러한 의미로서 사용된다. 잇키는 14세기를 전후한 시점부터 센고쿠 시대(戦国時代)에 걸쳐서 다양한 종류와 형태로 계속해서 발생한다. 17세기 에도 막부의 막번(幕藩) 체제가 성립된 후에는 잇키가 바쿠후의 공적문서(公的文書)에서 거의 나타나지 않게 된다. 막부가 도당금지령(徒党禁止令)을 발포하여 잇키를 금지했기 때문에 잇키라는 용어 대신 “도당(徒党, ととう)”·“소동(騒動, そうどう)”와 같이 용어가 바뀌고 있다.

## 잇키의 결성
일반적으로 反 권력 또는 反 체제의 저항체로서의 집단을 가리키는 용어로 잇키라는 말이 사용되고 있다. 하지만, 잇키는 에도시대(江戸時代)와 달라서 저항체만을 가리키는 용어로 존재했던 것은 아니다. 잇키는 목적에 따라서 다양한 종류·형태로 결성된다. 그러나 목적 달성을 위해 결성된 집단을 모두 잇키라고 정의하지는 않는다. 이러한 집단 가운데서도 특별한 절차나 방법을 통하여 결성되고, 그에 따른 특수한 구성원의 모습(형태)을 갖춘 집단이 잇키라고 할 수 있다. 개인은 현실 사회에서는 제각기 이해·대립관계에 놓여있는 사회적 집단으로서 존재한다. 그러나 잇키는 어떤 공통의 목적을 위해 개인이 가지고 있는 모든 사회적 관계를 지양하고, 일체화하는 수단을 취함으로써 성립(결속)되는 집단이다. 이 일체화 수단이 일미신수(一味神水, いちみしんすい 이치미신스이[*])라는 양식이며, 일미신수를 통해서 일미동심(一味同心)이라는 연대감을 가지는 사람들의 집단이 된다. 이러한 특이한 집단을 결성하는 것이 필요한 까닭은 당시 일본사람들에게 흐르는 의식과 관련이 있다. 잇키를 결성해야 할 목적이 일상생활에서 이룰 수 없는 일상성을 초월한 문제이거나, 통상적인 현실적 수단으로 해결할 수 없는 불가능한 문제에 맞딱뜨렸을 때, 잇키를 결성했다. 때문에 현실의 사회적 존재로서는 달성할 수 없는 공통의 의식이 필요했고, 현실의 형태와는 다른 특수한 집단을 결성할 필요가 생겼다. 따라서 잇키를 결성(구성)하는 각자 모두가 현실적 조건을 뛰어넘는 존재가 되는 것을 목적으로 하는 방법·양식이 일미신수였다.

### 일미신수
일미신수는 14세기 이후 일본의 농민뿐만 아니라 사원에서도 널리 정착되었다. 잇키에 참가한 구성원 전원은 신사(神社) 경내에 집합한다. 그리고 일미동심할 것을 맹세한 뒤, 그것을 서약한다. 서약서(기쇼몬, 起請文, きしょうもん)에는 구성원 각자가 그 서약을 어겼을 경우에 어떠한 신벌(神罰)이나 불벌(佛罰)도 받겠다는 취지가 담겨있다. 이렇게 작성된 서약서는 전원이 서약하며, 통상적으로 2통 이상 작성되었다. 서약서 중 1통은 그들이 서약서를 작성했던 신사의 신전(神殿)에 바치고, 다른 1통은 불로 태운 뒤 재(灰)로 만들어 신수(神水)와 섞어 마셨다. 이러한 신수의 의식은 에도 시대에도 그대로 이어졌다. 여기에서 신수를 마시는 행위는 신수의 음용으로 인하여 신(神)과 사람(人), 사람과 사람이 공식공음(共食共飮)한다는 관념에 기반하며, 일본에서 오랜 옛날부터 축제(또는 제례) 뒤에는 음복하는 관습이 중요한 행사의 하나였던 것에서도 기인한다. 즉, 신수를 마시는 행위는 신과 사람이 공유하고 융합하는 행위이며, 신을 매개로 하여 사람과 사람이 연대할 목적에서 시행되었던 것에 기반한다. 이처럼 신수를 돌려마시는 행위와 함께 일상적인 연회에서의 공동식사도 사람 사이의 결속력을 다지게 했다. 결혼식에서 부부가 서약의 의미를 담은 술잔을 서로 돌려마시는 것처럼 신수의 공음(共飮) 또는 일상적인 공동식사가 이치미도신에 이르는 방법이었으며, 일미신수가 잇키 서약방법의 하나로 존재하게 된 것이다.

### 이외의 잇키 결성 방법
- 서약(起請)의 종(鐘)

종(鐘)을 울리는 것으로 잇키 결성을 의미한다고 하는 방식이다. 이 방법은 잇키 결성 때, 일미신수와 함께 사용되었다고 하며, 미네키시 스미오(峰岸純夫)나 이루마다 노부오(入間田宣夫)의 연구에 따르면 금속기(金屬器)의 칠 때 발생하는 음(音)에 의한 서약방식이라고 한다. 신사나 사원에서는 서약이나 결의와 같은 중요한 행위에 종이 널리 사용되고 있었으며, 잇키 결성에서도 이러한 방식이 사용되고 있다. 1273년, 고야잔(高野山) 영지인 도토미국(遠江国) 나카노쇼(那賀荘)의 백성들은 다이칸(代官)을 배척할 것을 결의한 뒤, 일미신수를 거쳐 종을 울렸다고 전하고 있다.
- 긴초(金打, きんちょう)

이 외에 긴초(金打)라는 서약방식도 널리 사용되었다. 긴초는 서약할 때, 서약자가 자신의 몸에 두르고 있는 금속기구를 두드려 소리를 내고, 이 소리에 의해서 서약이 이루어지는 양식이다. 무사의 경우에는 칼(刀), 승려인 경우에는 징(鉦), 여성의 경우에는 거울(鏡, 금속제품이어야 한다)을 두드렸다. 이 방법은 중세에 널리 사용되었으며, 근세에 이르러서도 일반서민들에게 서약의 방법으로 남아있을 정도로 보편적이었다. 이렇게 금속을 두드리는 것은 원래 신을 맞이하는 행위 또는 신을 불러오는 행위를 의미한다. 서약을 해야 할 때, 신을 보증인으로서 세우기 위해 금속기를 두드렸다. 이것은 금속기에서 울리는 음이 신을 출현하게 한다고 하는 주술적 신앙에 근거한 서약방식이다.

## 잇키의 형태
- 츠치잇키(土一揆, つちいっき)

- 토쿠세이잇키(徳政一揆, とくせいいっき)
- 바샤쿠잇키(馬借一揆, ばしゃくいっき)

- 쿠니잇키(国一揆, くにいっき)
- 쇼케잇키(荘家一揆, しょうけいっき)
- 잇코잇키(一向一揆, いっこういっき)
- 하쿠쇼잇키(百姓一揆, ひゃくしょういっき)
- 요나오시잇키(世直し一揆, よなおしいっき)

## 잇키와 신분적 관계[12]
- イエ 지배관계

- 종속관계(보호 · 피보호 관계) : 주인(주군) ─ 게닌(家人) · 로도(郎等), 게닌(下人) · 쇼주(所従)
- 인신(人身)의 소유관계 : 주인(주군) ─ 노비, 게닌(下人) · 쇼주(所従)

- 가산제(家産制)적 지배관계

- 장원공령제(莊園公領制)의 연공(年貢) · 구지(公事) 수탈관계 : 본가(本家), 료케(領家) · 아즈카리도코로(預所), 지토(地頭) · 게시(下司) ─ 백성
- 토지 소유와 경작 관계 : 지주(地主) ─ 소작인
- 권문(權門)에 의한 교통형태 · 분업관계의 편성 : 구게(公家) · 사원-신사(寺社) ─ 지닌(神人) · 요리우도(寄人) · 구고닌(供御人)

- 사원(寺院)조직 관계

- 승려 ─ 도슈(堂衆) ─ 寺人 · 지닌(神人)

- 무가(武家)조직 관계

- 쇼군(将軍) ─ 슈고(守護) ─ 지토(地頭) · 고케닌(御家人), 고쿠진(国人) ─ 잇키중(一揆衆)

- 촌락공동체 관계

- 정주(定住) : 주닌(住人) ─ 모토(間人) ─ 로닌(浪人)
- 촌락 조직(村座)의 연령단계제도(年齡階梯制) : 오토나(乙人) · 도시오이(老人) ─ 와카이슈(若衆)
- 촌락 내 시키쇼(職掌) : 묘슈(名主) · 반토(番頭) ─ 고뱌쿠쇼(小百姓)

- 국가관계

- 귀천(貴賤)의 구별 : 천황(天皇) · 귀인(貴種) ─ 서인(庶人) ─ 히닌(非人)
- 유위(有位) · 유직(有職)에 의한 질서 관계 : 구게(公家) · 사무라이(侍) ─ 본게(凡下)
- 국가적 과역(果役)의 유무 : 평민 ─ 직인(職人)

## 주해
1. ↑  마음을 하나로 합쳐서 같은 편이 되는 것을 말한다. 또는 그런 사람도 해당된다.
2. ↑  “선대(先世)든 후대(後世)든 성인(聖人)의 가르침(揆)은 동일하다”는 의미.
3. ↑  “揆를 一로 한다”는 의미이다.
4. ↑  신(神)에게 바치는 물(水)을 가리키며, 옛날에는 "요루베(寄辺 또는 寄方)의 물"이라고 했다. 이것은 신전(神殿) 앞에 설치된 용기에 담겨진 물이며, 이 물에는 신령(神靈)이 머물고 있다고 생각했다. 중세에는 신수(神水)에 신의 의지가 담겨있다고 생각하는 신앙이 있어서, 여기에 근거하여 "요루베의 물" 뿐만 아니라, 우물물, 연못의 물, 심지어는 하천의 물 등이 신의 음용수, 신이 사용하는 물로 생각하여 신수로서 서약에 사용되었다.
5. ↑  와카야마한(和歌山藩)이 1645년애 발령한 농민의 잇키금지령에서는 "도당을 결성하고, 기쇼몬을 작성하여 신수를 마시고 이치미도신하는 것은 공의를 어기는 것이다. 설령 도리가 있다고 해도 죄과를 물어 처벌할 것이다(徒堂を結び、起請文を書いて神水を飲み一味同心することは、公儀の禁止するところある。この一味神水という一揆結成の作法は罪科に処す)"라고 하고 있다.
6. ↑  게라이(家来) 또는 부교닌(奉公人)이라고 하며, 영주나 주인을 섬기는 가신(家臣), 종자(從者)를 말한다.
7. ↑  무사로서 주인과 혈연 관계가 아닌 종자를 말한다. 주인의 혈연자는 이에노코(家子)라고 하여 구별된다.
8. ↑  종자 또는 게라이(家来)와 같다.
9. ↑  조(租), 용(庸), 조(調), 과역 등 세금의 총칭.
10. ↑  장원에서 본가(本家) 다음가는 지위를 가진 영유자. 본가는 명의상의 영유자이며, 료케가 실제적인 장원 업무의 권리를 가진 경우가 많다.
11. ↑  장원에서 영주의 대리로서 장원 업무를 관리하던 직위. 주시(中司).
12. ↑  헤이안 시대(平安時代) 말기부터 중세까지 장원 현지에 머물면서 사무를 처리했던 장관(莊官). 사타닌(沙汰人)이라고도 한다.
13. ↑  진닌(神人)이라고도 하며, 고대 말부터 중세에 이르기까지 신사(神社)에 예속되어 신사의 업무와 잡역에 동원된 하급 신직(神職).
14. ↑  헤이안 시대 이후, 본래 장원영주와는 다른 권문사사(權門社寺)에 예속되어 잡역을 담당한 자.
15. ↑  중세, 신사(神社) 또는 조정에 음식(供御)을 납품할 의무와 특권을 가졌던 백성. 처음에는 예속성이 강했지만, 나중에는 자(座)를 조직하거나, 독점적 영업권을 가지는 경우가 많다.
16. ↑  사원의 여러 건물에 부속된 잡역을 담당한 하급 승려.
17. ↑  어느 촌락에서 오랜기간 정주했던 부류를 말한다.
18. ↑  주닌(住人)마우토(間人)라고도 하며, 장원제 아래에서 촌락공동체의 최하층에 위치한 근래에 들어온 주민을 가리킨다. 주닌(住人)에 대비되는 부류를 말한다.
19. ↑  大人이라고도 쓰며, 촌락의 대표자 또는 실력자를 의미한다. 오토나뱌쿠쇼(乙名百姓), 슈쿠로(宿老)라고도 한다.
20. ↑  도시요리(年寄)라고도 하며, 일반적으로 무가(武家)에서는 정무에 참여하는 중신을 말하지만, 촌락에서는 오토나와 마찬가지로 촌락의 대표자 또는 실력자가 되는 어른으로서의 역명(役名)을 말한다.
21. ↑  와카슈라고도 하며, 촌락 내에서 비교적 젊은 사람을 말한다.
22. ↑  묘덴(名田, 중세에 공령(公領)이나 장원의 부과 단위가 된 땅)을 보유하고 있으며, 연공이나 부역 등의 납입 책임을 졌던 표준농민. 묘슈가 묘덴의 일부를 小百姓에게 경작시키는 경우에는 묘슈가 하급장관(下級莊官)과 같은 성격을 가진다.
23. ↑  반가시라(番頭)라고도 하며, 장원제의 하급장관이나 무가(武家)의 경호역을 담당하는 자를 말한다.
24. ↑  오토나뱌쿠쇼(乙名百姓)에 종속된 소농민을 가리키며, 사료에 따라서는 平百姓, 下白姓 등으로도 표기된다.
25. ↑  사민(四民) 가운데 가장 낮은 신분을 가리킨다.
26. ↑  율령제에서 정한 지위가 없는 사람. 즉 사무라이에 해당되지 않는 일반서민을 가리킨다.

## 참고 자료
일본어 저서
- 아오키 미치오(靑木美智男) 외 7명, 《一揆》1 一揆史入門, (1981년), 도쿄대학출판회(東京大学出版会)
- 아오키 미치오(靑木美智男) 외 7명, 《一揆》2 一揆の歴史, (1981년), 도쿄대학출판회(東京大学出版会)
- 아오키 미치오(靑木美智男) 외 7명, 《一揆》3 一揆の構造, (1981년), 도쿄대학출판회(東京大学出版会)
- 아오키 미치오(靑木美智男) 외 7명, 《一揆》4 生活·文化·思想, (1981년), 도쿄대학출판회(東京大学出版会)
- 아오키 미치오(靑木美智男) 외 7명, 《一揆》5 一揆と国家, (1981년), 도쿄대학출판회(東京大学出版会)
- 가쓰마타 시즈오(勝俣鎮夫), 《一揆》, (1982년), 이와나미쇼텐(岩波書店), ISBN 4-00-420194-2
- 간다 치사토(神田千里), 《土一揆の時代》, (2004년), 요시카와고분칸(吉天弘文館), ISBN 4-642-05581-9
- 호사카 사토루(保坂　智), 《百姓一揆とその作法》, (2002년), 요시카와고분칸(吉天弘文館), ISBN 4-642-05537-1
- 후지키 히사시(藤木久志), 《土一揆と城の戦国を行く》, (2006년), 아사히 신문사(朝日新聞社), ISBN 4-02-259908-1
- 구루시마 노리코(久留島典子), 《日本の歴史》13 一揆と戦国大名, (2001년), 고단샤(講談社), ISBN 4-06-028913-8 {{isbn}}의 변수 오류: 유효하지 않은 ISBN.
- 가사마쓰 히로시(笠松宏至), 《徳政令》, (1983년), 이와나미쇼텐(岩波書店), ISBN 4-00-420218-3
- 후지키 히사시(藤木久志), 《刀狩り》, (2005년), 이와나미쇼텐(岩波書店), ISBN 4-00-430965-4
- 후지키 히사시(藤木久志), 《戦国社会史論》, (1974년), 도쿄대학출판회(東京大学出版会), ISBN 4-13-020040-2
- 가쓰마타 시즈오(勝俣鎮夫), 《戦国法成立史論》, (1979년), 도쿄대학출판회(東京大学出版会), ISBN 4-13-020059-3
- 역사학연구회(歴史学研究会) 編, 《日本史史料》2 中世, (1998년), 이와나미쇼텐(岩波書店), ISBN 4-00-026137-1